# Забастовка работников автомобильной промышленности в США (2023)
Забастовка работников автомобильной промышленности в США в 2023 году была организована Объединённым профсоюзом рабочих автомобильной промышленности (UAW) и проходила на предприятиях так называемой «большой детройтской тройки»: Ford Motor Company, General Motors и Stellantis. Стачка стала первой в истории забастовкой, которая одновременно проходила на всех трех представителях «большой тройки».

## Ход событий

### Причины
Причиной забастовки стали проваленные переговоры о новом коллективном договоре между UAW и предприятиями «большой детройтской тройки». Профсоюз требовал от работодателей повышения заработной платы сотрудников более чем на 40% в течение 4-х лет. В свою очередь, Ford и General Motors предлагали повышение ставки на 10%, а Stellantis предлагал повышение на 14,5%.  Также, профсоюз требовал от автопроизводителей включить рабочих заводов по производству аккумуляторов для электромобилей в национальные коллективные договоры.

### Забастовка
Забастовка началась 15 сентября, охватила около 13 тысяч работников на заводах General Motors в Венцвилле, Ford в Уэйне и заводе Jeep, которым управляет Stellantis, в Толидо. 22 сентября забастовка расширилась еще на 38 завода, а численность бастующих возросла до 18 тысяч. 30 сентября к стачке присоединилось еще 7 тысяч сотрудников автозаводов. На конец сентября, забастовка охватила 21 штат, в ней участвовало более 25 тысяч работников, что составляло около 17% всех членов UAW.
7 октября руководство General Motors пошло на уступки, согласившись расширить действие коллективных договоров на работников заводов по производству аккумуляторов для электромобилей. 11 октября к забастовке присоединилось 8700 работников крупнейшего завода по производству грузовиков Ford в Кентукки. 23 октября UAW расширил забастовку на Stellantis, объявив стачку на сборочном заводе Chrysler в Стерлинг-Хайтс.
25 октября профсоюз рабочих автомобильной промышленности достиг соглашения с Ford о повышении заработной платы на 25% и стартового повышения зарплаты на 11%. 28 октября профсоюз достиг предварительного соглашения о коллективном договоре со Stellantis и объявил забастовку на заводе General Motors в Теннесси. 31 октября UAW достиг соглашения с General Motors, тем самым завершив забастовку.

### Итоги
После окончания забастовки, члены профсоюзов на автомобильных заводах провели голосования по ратификации новых коллективных соглашений. 16 ноября коллективный договор был ратифицирован профсоюзом на General Motors. 17 ноября новый контракт был ратифицирован профсоюзом на предприятиях Stellantis и профсоюзом Ford Motor Company. 
По данным финансового директора Ford Джона Лоулера, убытки от забастовки составили 1,3 миллиарда долларов, не был собрано около 80 тысяч автомобилей. 

## Реакция
Президент США Джо Байден с началом забастовки поддержал требования бастующих, а 26 сентября принял участие в акции протеста работников автопрома возле завода по производству запчастей General Motors в Белвилле. 
Экс-президент США Дональд Трамп на фоне забастовки раскритиковал действия Байдена, заявив, что политика действующего президента США на переход страны на электромобили разрушает США. Также, Трамп раскритиковал руководство профсоюза рабочих автомобильной промышленности, заявив, что они вводят в заблуждение своих членов.